# 吐火罗语

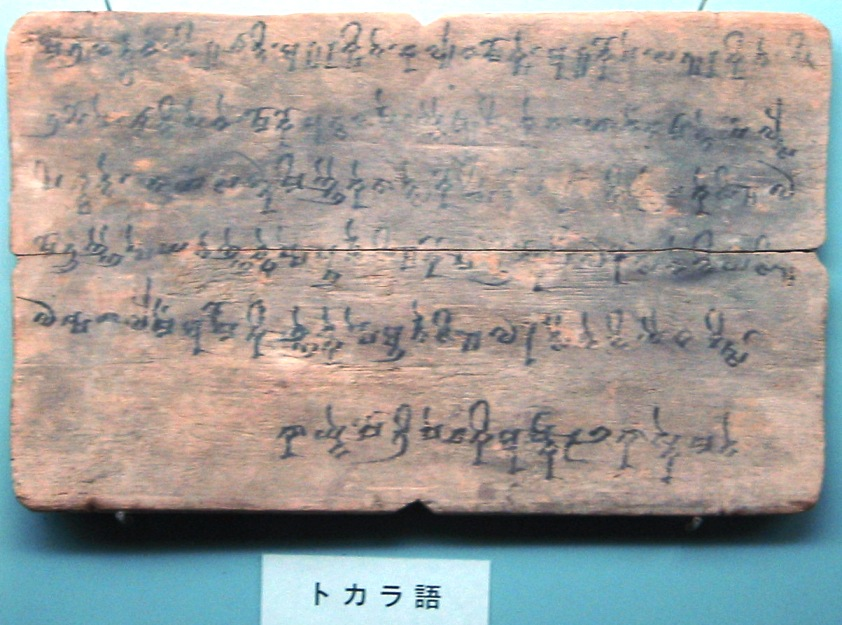
東京國立博物館內展出從庫車出土5-8世紀的吐火羅語木牘。

吐火羅語（英語：Tocharian languages）是印歐語系最東方的一族顎音類語言，現已滅亡。

## 分類

### 甲、乙种吐火羅语
吐火羅语族包含兩种語言，焉耆语（西方人称为“甲种吐火羅语”或“東吐火羅語”）和龟兹语（西方人称为“乙种吐火羅语”或“西吐火羅語”），兩支語言都曾在6至8世紀左右在塔里木盆地（今日中国新疆內）使用。隨着使用者逐漸被回鹘／維吾尔部落同化，此族語言最終滅亡。現存的吐火羅語文獻存在於得自新疆的手稿残片中，大部分來自於7、8世紀（還有更早的），書寫在樺樹皮、木板和中國的紙張上，因為塔里木盆地的極乾氣候得以保存下來。此族語言所使用的字母是印度北部的婆羅米文字母，也叫作“斜婆羅米文”。
有学者主张吐火罗语除了確知為焉耆、龟兹所用的语言外，也是月氏、康居、大宛的语言。

### “丙种”吐火羅语
- 英国牛津大學托马斯·伯罗（英语：Thomas Burrow）教授在1935年指出鄯善國民用的語言與吐火羅語有很多共同點但不完全相同，是第三種吐火羅语，名为丙种吐火羅语[2]。
- 跋禄迦语（接近于龟兹语）也被视为“丙种”吐火羅语。

## 歷史

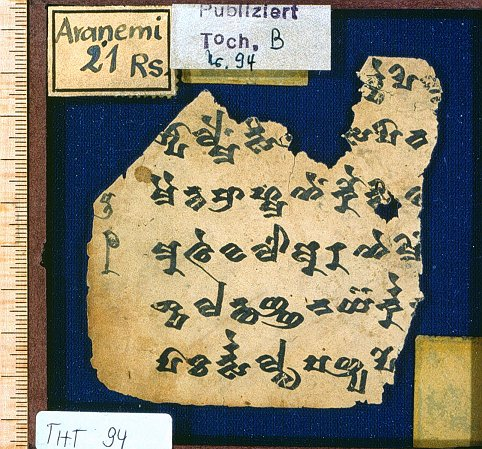
殘卷中的吐火羅文字

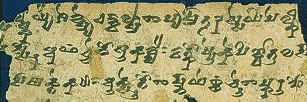
殘卷中的吐火羅文字

### 新疆残卷
- 1890年英国军官汉密尔顿·鲍尔（英语：Hamilton Bower）在库车发现古代桦树皮写本。
- 20世纪初德国探险家阿尔贝特·格林韦德尔（英语：Albert Grünwedel）和冯·勒柯克在中国新疆吐鲁番发现大批健驮逻语、安息语、古波斯语、粟特语、和阗语古写本残卷；还发现一批用婆罗米字母书写的不为人知的语言的残卷。
- 1907年法国探险家伯希和在新疆库车西北16公里处的卡伦峡谷和敦煌两地发现婆罗米文木简，带回巴黎。

### 命名
- 1907年德国學者弗里德里希·威廉·卡尔·米勒（德语：Friedrich Wilhelm Karl Müller）在普鲁士科学院学报发表论文，米勒根据一篇回纥文佛经跋文中一段文字:“回纥文的《弥勒下生经》，先从印度语译为twγry语，又从twγry语译为突厥語”，认为twγry就是历史上的“Tokharoi”，因此将此种未为人知的语言定名为吐火羅语[3]。
- 德国哥廷根大学印度学教授埃米尔·西格和威廉·西格林（德语：Wilhelm Siegling）教授研究格伦威德尔和冯·勒柯克从中国新疆吐鲁番带回柏林的婆罗米字母书写残卷，在1908年发表论文：《吐火罗语，月氏人之语言》[4]。作者认为吐火羅语，实为两种方言，定名为甲种吐火羅语、乙种吐火羅语，又因为吐火羅语中的一些词如 trai （三）， oḵdh（八），mācaṟ（母亲）等和印欧语中同意詞相似，定为吐火羅语为印欧语系。由于仅有甲种方言木简中存在回纥文佛经跋文中提及的《弥勒下生经》残卷，他们认为只有甲种方言才是twγry语，即吐火羅语。两位学者还首次提出吐火罗语就是月氏语。

#### 龟兹语
法国语言学家西尔万·莱维研究1907年伯希和从新疆库车和敦煌带回巴黎的婆罗米文木简，在1913年发表论文《所谓乙种吐火罗语即龟咨语考》，断定库车的婆罗米木简属于乙种吐火羅语；由于乙种吐火羅语不仅用于库车佛寺而且用于官方通行证，萊維将“乙种吐火羅语”定名为龟兹语。萊維根据婆罗米木简有“大王Swarnate”字句，考订为《唐书》中于唐贞观四年来朝的龜茲王白苏伐叠，由此断定龜兹语木简的年代是唐贞观年间。萊維又根据中国最早的2世纪佛经译本中的佛教用语如“沙门”、“沙弥”不能对上梵文的sramana、sramenera，但与龟兹语的ṣamāne、ṣanmir很近，断定中国2世纪佛经必定是从原始的龜兹语翻译而来。
萊維将乙种吐火羅语考订为龟兹语根据有三：
1. 乙种吐火羅语婆罗米木简出土自库车；
2. 乙种吐火羅语用于库车佛寺和用于库车官方通行证；
3. 乙种吐火羅语婆罗米木简有人名“Swarnate”，可考为龜茲王白苏伐叠。

萊維考证乙种吐火羅语为龟兹语，论据充份，已为学界普遍接受为定论。

#### 焉耆语
- 伯希和认为所谓“甲种吐火罗语”和“乙种吐火罗语”都不是吐火罗的语言，因为“Tokharoi 吐火罗”有浊送气声，不论“甲种吐火罗语”或“乙种吐火罗语”，都不存在这类浊送气声；他主张废除“吐火罗语”这个称呼，主张用甲种方言残简出土地之一的哈喇沙尔为名，改称“甲种吐火罗语”为“哈喇沙尔语”（Qarasahr其实就是焉耆的维吾尔文称呼）。
- 甲种吐火罗语残卷中有“ārśi”一字。英国学者哈罗德·沃尔特·贝利（英语：Harold Walter Bailey）认为ārśi就是玄奘《大唐西域記》中的阿耆尼（梵語Agni）：“出高昌近地，自近者始，曰阿耆尼国。旧曰焉耆”；贝列最早称甲种吐火罗语为焉耆语；此说已为大多数学者认同。他不赞成“哈喇沙尔语”（karacharien）这称呼，因为“哈喇沙尔”虽然和焉耆是同地异名，但毕竟是维吾尔语，历史上比较晚，不如焉耆恰当[6][7]。

#### 月氏语
英国学者瓦尔特·布鲁诺·亨宁也认为“twγry"语言不是吐火罗语，联系“Tokharoi”是错误的，twγry应当是“吐何里tukri”（吐何里指高昌、焉耆一带），他又认为吐何里人的先祖是古提人（Guti），即汉语文献中的“月氏”。

#### “丙种”吐火羅语
20世纪30年代，托马斯·伯罗在讨论3世纪的楼兰和尼雅文献时，首次提出了第三种吐火罗语。这些文献以犍陀罗语写成，但包含明显源自吐火罗语的借词，例如kilme（“地区”）、ṣoṣthaṃga（“税吏”）和ṣilpoga（“文件”）。这种假设的语言后来被普遍称为吐火罗语 C；有时也被称为 Kroränian 或 Krorainic。
吐火罗语学者克劳斯·T·施密特 (Klaus T. Schmidt) 在其2018年死后发表的论文中，介绍了10篇用佉卢文书写的文本的译文。施密特声称这些文本是用第三种吐火罗语写成的，他称之为Lolanisch。He also suggested that the language was closer to Tocharian B than to Tocharian A.他还认为这种语言更接近吐火罗语 B，而不是吐火罗语 A。2019年，由乔治·皮诺 (Georges Pinault) 和迈克尔·佩罗 (Michaël Peyrot)领导的语言学家小组在莱顿召开会议，将施密特的翻译与原文进行比较。他们得出结论，施密特的译文从根本上存在缺陷，没有理由将这些文本与 楼兰联系起来，他们记录的语言既不是吐火罗语也不是普拉克里特诸语言，而是一种塞语。

### 消失
吐火羅語大约在公元840年左右滅亡，因為當時回鶻人被黠嘎斯人逐岀蒙古高原，迁移到塔里木盆地，并征服当地的吐火羅人。後世發現的从吐火羅語譯成回鶻文的文獻，為這條理論提供了依據。在回鶻人統治下，吐火羅人被外來的突厥語系——回鶻人所同化，其後代就是今日新疆維吾爾族居民的一部份。

## 特徵
吐火羅语残卷内容，包括佛教和摩尼教的宗教文献，寺院通信、帳目、商業文件、商隊通行證、醫學及巫術文件和一首情詩等。多数甲种吐火羅语、乙种吐火羅语的残卷都是从梵文翻译过来的，有的中间还穿插对佛陀的梵文颂词或古代突厥语附注，从而提供解读吐火罗语的钥匙。西格和西格林经过多年努力，终于解通吐火罗语，著成《吐火罗语文法》一书。
吐火罗语的特徵是沒有送氣聲。名詞變化很多，譬如：單數的正格、主格、客格、屬格；複數的正格、主格、無特別的客格、有特別的客格、屬格；雙數正格；諸數的副格。

## 吐火罗语和印欧语的关系
1984年美国学者道格拉斯·亚当斯发表《吐火罗语与其他印欧语的关系》，用统计学方法推断吐火罗语最接近日耳曼语，其次为希腊语、印度语、斯拉夫语、拉丁语。哈罗德·贝列认为月氏-吐火罗人说伊朗语，认为焉耆龜兹語是伪吐火罗语。近期的詞彙統計學研究則認爲安那托利亞語族下屬語言可能與吐火羅語親屬關係最近。

## 问题與爭議
- 关于将焉耆语、龟兹语称为“吐火罗语”是否恰当，学者们争论将近百年，至今未有定论。伯希和曾主张废除“吐火罗语”改称为“焉耆龟兹语”，但多数学者认为吐火罗语甲可称为焉耆语，吐火罗语乙可称为龟兹语[22]，但是仍有许多问题必须进一步研究，因此在没有彻底研究清楚吐火罗语之前，对于废除吐火罗语称呼应持谨慎态度。
- 对于吐火罗语的发源地，还有争论。

## 參閱
- 語言系屬分類
- 吐火罗
- 月氏
- 吐火羅字母
- 乔治-让·皮诺（英语：Georges-Jean Pinault）
- 吐火羅語暨印歐學期刊（英语：Tocharian and Indo-European Studies）